# オールナイトニッポンアゲイン
『オールナイトニッポンアゲイン』（All Night Nippon Again）は、ニッポン放送にて2006年10月8日から2007年4月1日にて放送されていたトーク番組。

## 概要
2006年度の週末ナイターオフにて、前年のナイターオフ期に編成されていた『笑福亭鶴光 デジラジキングダム』のパーソナリティで、長年ニッポン放送の番組に出演して来た鶴光が、2007年10月に『オールナイトニッポン』の放送開始40周年を迎えることを記念して、そのオールナイトニッポンの歴代パーソナリティを迎えて、当時の番組でのエピソードをランキング形式で振り返ったり、往時のコーナーを復活させるという構成で番組を進行した。
また、前年度ナイターオフ期でも内包番組として放送していた、『お笑いネクストブレーカー』はこの番組でも継続し、前年度はBSフジにてサイマル放送として編成されていたが、当該番組では番組全体が同局にてサイマル放送されていた。

## 出演者

### パーソナリティ
- 笑福亭鶴光（落語家）

### ゲスト
ラジオ（ニッポン放送）
- 第一回 あのねのね （06/10/08）
- 第二回 松村邦洋 （06/10/15）
- 第三回 サンプラザ中野 （06/10/29）
- 第四回 土屋礼央 （06/11/05）
- 第五回 谷山浩子 （06/11/19）
- 第六回 うじきつよし （06/11/26）
- 第七回 中山秀征 （06/12/03）
- 第八回 西川貴教 （06/12/10）
- 第九回 デーモン小暮閣下 （06/12/17）
- 第十回 稲川淳二 （06/12/31）
- 第十一回 鴻上尚史 （07/01/07）
- 第十二回 山口良一 （07/01/14）
- 第十三回 南こうせつ （07/01/21）
- 第十四回 斉藤安弘 （07/01/28）
- 第十五回 イルカ （07/02/04）
- 第十六回 坂崎幸之助 （07/02/11）
- 第十七回 白井貴子 （07/02/18）
- 第十八回 泉谷しげる （07/02/25）
- 第十九回 大江千里 （07/03/04）
- 第二十回 大槻ケンヂ （07/03/11）
- 第二十一回 田中義剛 （07/03/18）
- 第二十二回 古田新太 （07/03/25）
- 第二十三回 笑福亭鶴光 （07/04/01）

BSデジタル放送（BSフジ）
なお、ラジオでの第二回（ゲスト：松村邦洋）は、テレビにおいてはBSデジタルではなく地上波（フジテレビ）にて、「メディアの苗床」の枠で単発扱いとして2007年1月17日3:03-4:03に放送されている。
- 第一回 あのねのね （06/11/05）
- 第二回 土屋礼央 （06/11/12）
- 第三回 谷山浩子 （06/11/19）
- 第四回 うじきつよし （06/11/26）
- 第五回 中山秀征 （06/12/03）
- 第六回 西川貴教 （06/12/10）
- 第七回 デーモン小暮閣下 （06/12/17）
- 第八回 サンプラザ中野 （06/12/24）
- 第九回 稲川淳二 （06/12/31）
- 第十回 鴻上尚史 （07/01/07）
- 第十一回 山口良一 （07/01/14）
- 第十二回 南こうせつ （07/01/21）
- 第十三回 斉藤安弘 （07/01/28）
- 第十四回 イルカ （07/02/04）
- 第十五回 坂崎幸之助 （07/02/11）
- 第十六回 白井貴子 （07/02/18）
- 第十七回 泉谷しげる （07/02/25）
- 第十八回 大江千里 （07/03/04）
- 第十九回 大槻ケンヂ （07/03/11）
- 第二十回 田中義剛 （07/03/18）
- 第二十一回 古田新太 （07/03/25）
- 第二十二回 笑福亭鶴光 （07/04/01）

## 放送時間

### ラジオ
- 日曜：19:00 - 20:00

### テレビ
サイマル放送であるが、各媒体独自の編集部分もある。
- 日曜：23:00 - 23:55
- 土曜：17:00 - 17:55※リピート放送

## スタッフ
- 構成：松岡昇（エアーブレイン）
- TD：若林茂人
- カメラ：今井健一
- VE：田中明博
- 音楽：長谷川輝彦
- 照明：吉川知孝（FLT）
- 編集：武藤洋輔
- MA：渡辺真博
- 音効：井澤利幸（AXL）
- TK：碓水香都子
- 広報：稲葉匡信
- 編成：太田一矢
- 制作：ニッポン放送、BSフジ